# Kaiserpokal 1987
Der Kaiserpokal 1987 war die 67. Austragung des Kaiserpokals, des höchsten japanischen Fußballpokalwettbewerbs. Sieger des Wettbewerbs waren die Yomiuri.

## Ergebnisse

### 1. Runde
|                             | Ergebnis        |                          |
| --------------------------- | --------------- | ------------------------ |
| Yomiuri                     | 5:0             | Dōshisha-Universität     |
| NTT West Shikoku            | 0:2             | Seino Transportation     |
| Honda Motors                | 2:0             | Fujitsu                  |
| Niigata Eleven              | 0:9             | Fujita Industries        |
| Nissan Motors               | 3:1             | Cosmo Oil                |
| Hitachi                     | 1:0             | Yamaha Motors            |
| TDK                         | 1:0             | Tōkai-Universität        |
| Hakodate Mazda              | 1:7             | Furukawa Electric        |
| Mitsubishi Heavy Industries | 1:0             | NTT Kanto                |
| Universität Sapporo         | 0:3             | Toshiba                  |
| Sumitomo Metals             | 5:0             | Sangyō-Universität Kyōto |
| Handelsuniversität Osaka    | 1:1 (4:5 i. E.) | Yanmar Diesel            |
| Mazda                       | 3:0             | Jatco                    |
| Kawasaki Steel              | 1:5             | Toyota Motors            |
| Nippon Steel                | 0:2             | Matsushita Electric      |
| Universität Fukuoka         | 0:2             | Nippon Kokan             |

### Achtelfinale
|                             | Ergebnis        |                      |
| --------------------------- | --------------- | -------------------- |
| Yomiuri                     | 3:0             | Seino Transportation |
| Honda Motors                | 0:0 (8:7 i. E.) | Fujita Industries    |
| Nissan Motors               | 4:0             | Hitachi              |
| TDK                         | 0:5             | Furukawa Electric    |
| Mitsubishi Heavy Industries | 0:1             | Toshiba              |
| Sumitomo Metals             | 3:1             | Yanmar Diesel        |
| Mazda                       | 3:1             | Toyota Motors        |
| Matsushita Electric         | 0:0 (4:2 i. E.) | Nippon Kokan         |

### Viertelfinale
|               | Ergebnis        |                     |
| ------------- | --------------- | ------------------- |
| Yomiuri       | 1:1 (4:2 i. E.) | Honda Motors        |
| Nissan Motors | 1:1 (2:3 i. E.) | Furukawa Electric   |
| Toshiba       | 1:1 (3:5 i. E.) | Sumitomo Metals     |
| Mazda         | 0:0 (4:2 i. E.) | Matsushita Electric |

### Halbfinale
|                 | Ergebnis        |                   |
| --------------- | --------------- | ----------------- |
| Yomiuri         | 0:0 (4:2 i. E.) | Furukawa Electric |
| Sumitomo Metals | 1:2             | Mazda             |

### Finale
|         | Ergebnis |       |
| ------- | -------- | ----- |
| Yomiuri | 2:0      | Mazda |